# Basilique Saint-Marcellin-et-Saint-Pierre de Seligenstadt
La basilique Saint-Marcellin-et-Saint-Pierre de Seligenstadt, dans le Land de Hesse en Allemagne, est l'ultime vestige d'un monastère bénédictin fondé par Eginhard, le biographe de Charlemagne.

## Histoire
Eginhard avait obtenu en 815 de Louis le Pieux entre autres la terre franque d’Obermulinheim : en 834 il décida d'y établir un monastère bénédictin ainsi que le sanctuaire destiné à conserver les reliques des martyrs chrétiens Marcellin et Pierre, qu'il s'était procurées à Rome par des moyens mystérieux.
À bien des égards, la basilique actuelle se distingue de la chapelle d’origine. L'édifice d’Eginhard, conçu sur le plan d'une basilique à triple nef ne reçut une tour à toit pyramidal que vers 1050. Cette basilique fut encore agrandie au XIIIe siècle : pour des raisons liturgiques, on lui donna un nouveau chœur. L'ancienne abside et la crypte disparurent pour permettre ces agrandissements. Le transept se trouva surélevé d'une monumentale tour-lanterne octogonale et d'une croisée d'ogive rehaussée.
L'église a conservé cet aspect pendant des siècles. La guerre de Trente Ans s'accompagna de la dévastation du monastère et de son église, et vers 1690 on entreprit de grandes réparations. En préparation des 900 ans de l'abbaye, l’abbé Pierre IV poursuivit la transformation baroque : en 1722, il fit percer un grand portail entre les deux tours romanes avec de grandes statues au pignon : Eginhard, entouré des allégories de pietas et de constantia ; depuis, ce groupe de sculptures a été déposé dans les jardins. De grands escaliers, une balustrade et les embases des Statues des deux saints-patrons mènent à l'ancien atrium. La tour-lanterne est coiffée d'un bulbe surmonté d'une statue en bronze doré de l’archange Gabriel.
Après la dissolution du monastère qui accompagna le recès de la Diète d'Empire de 1803, l'abbatiale fut attribuée en 1812 comme église à la paroisse catholique, qui venait de perdre son ancienne église, dont le clocher est toutefois préservé dans l'actuel hôtel de ville. L'ancienne abbatiale subit de nouveaux changements, car ses piliers manifestaient des signes de fragilité. En 1868 le Conseiller à la Construction Ernst Braden entreprit une reconstruction partielle, qui avait peu d'égards pour le respect des proportions et des superstructures du vieil édifice : il fit par exemple abattre le clocher nord parce que sa façade était noircie, et ne jugea pas utile de remettre en place les sculptures baroques du portail.
Le 22 août 1925, le pape Pie XI, au terme de l'exhortation apostolique Historicis constat éleva l'église au rang de basilique mineure.
De 1936 à 1953 on a tenté à plusieurs reprises de reconstituer l'édifice d'origine, d'où l'intermittence des travaux de restauration. Les voûtes médiévales de la nef et du transept ont été remplacées par des plafonds. Les autres ont été rectifiées en s’inspirant des quatre baies carolingiennes intactes du transept, les piédroits et les arcs-boutants ainsi que la corniche de la nef ont été reconstruits d'après les vestiges. Après les importants travaux menés ces dernières années, l'intérieur de la basilique a retrouvé une unité de style, qui restitue les formes architecturales des IXe et XIIIe siècles.

## Distribution du monastère

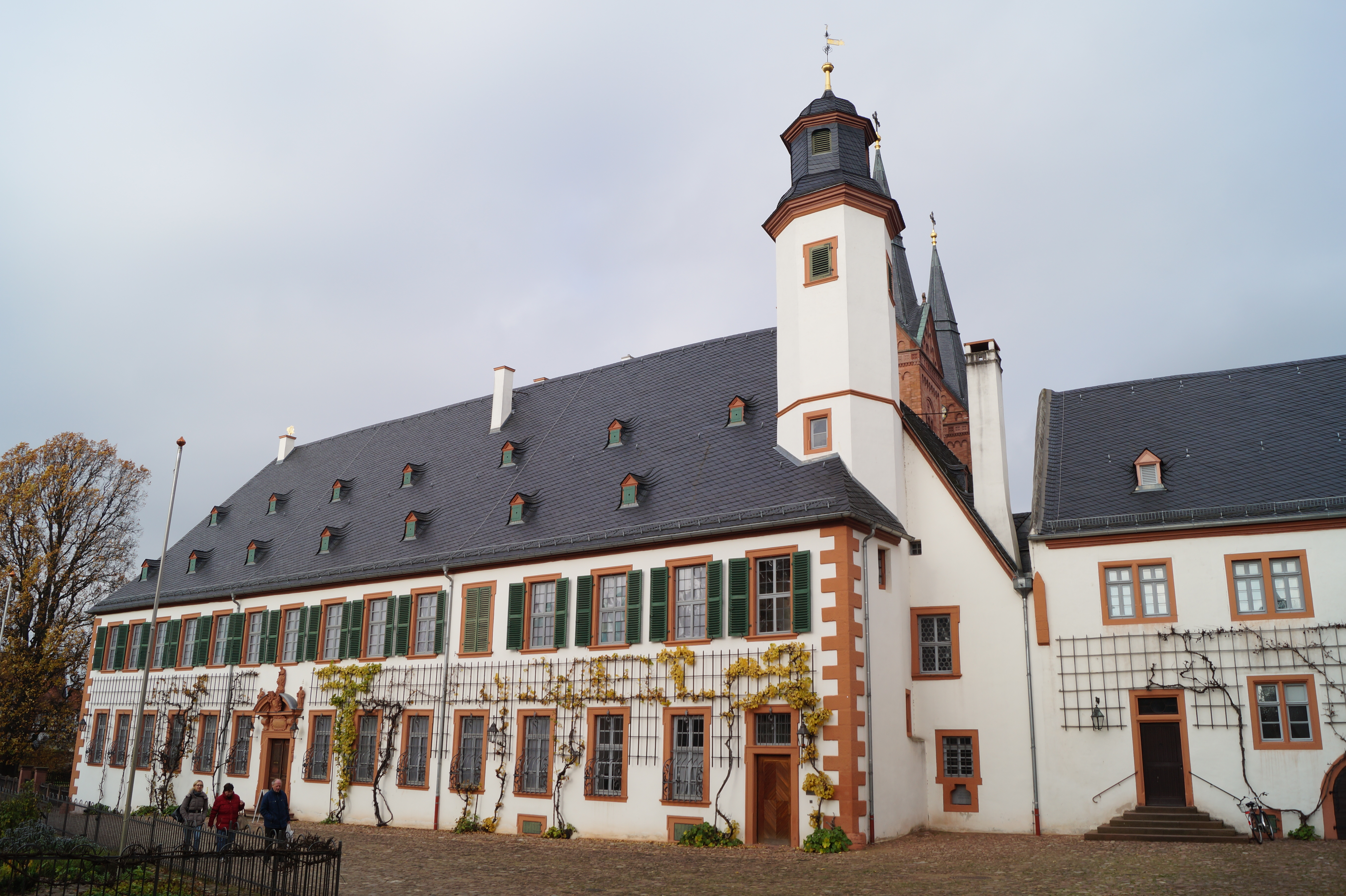
Les corps de logis du monastère

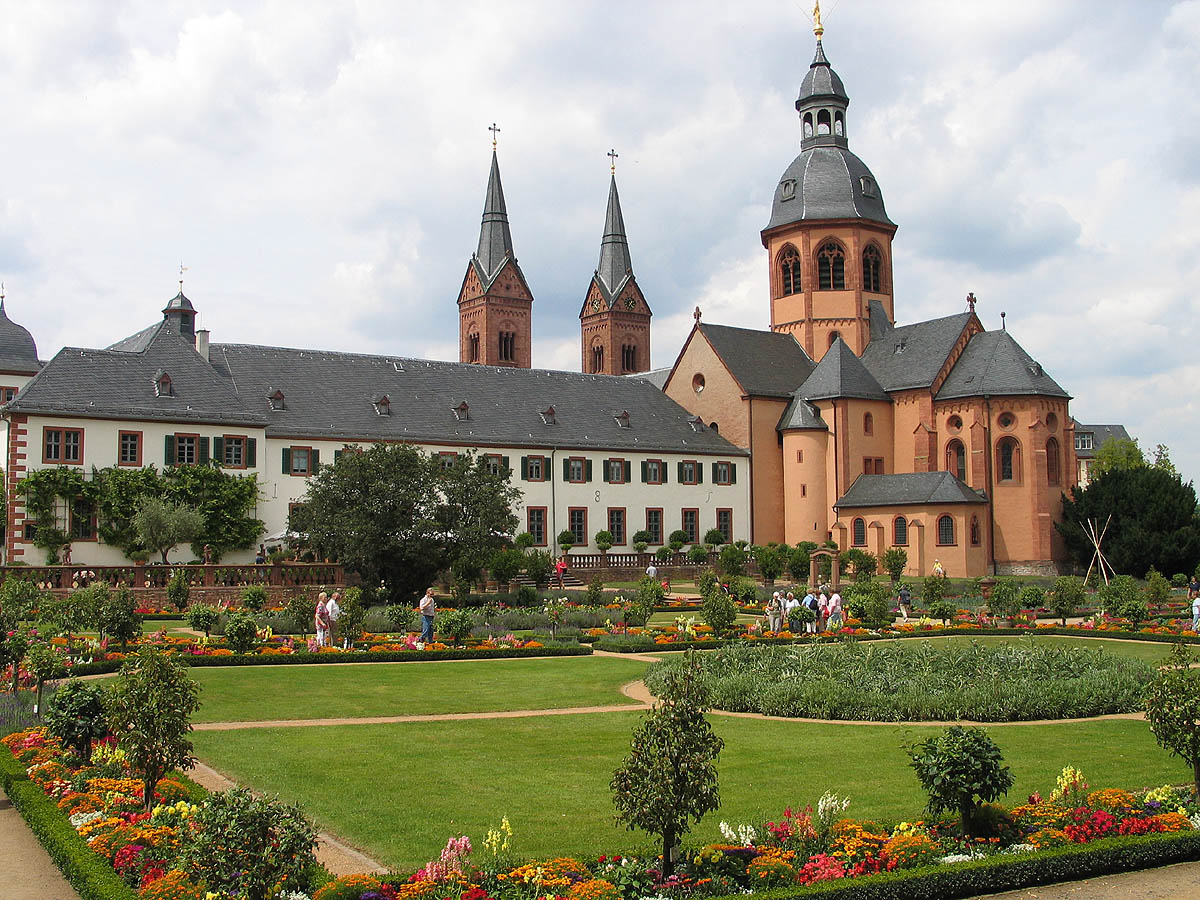
La basilique Saint-Marcellin-et-Saint-Pierre

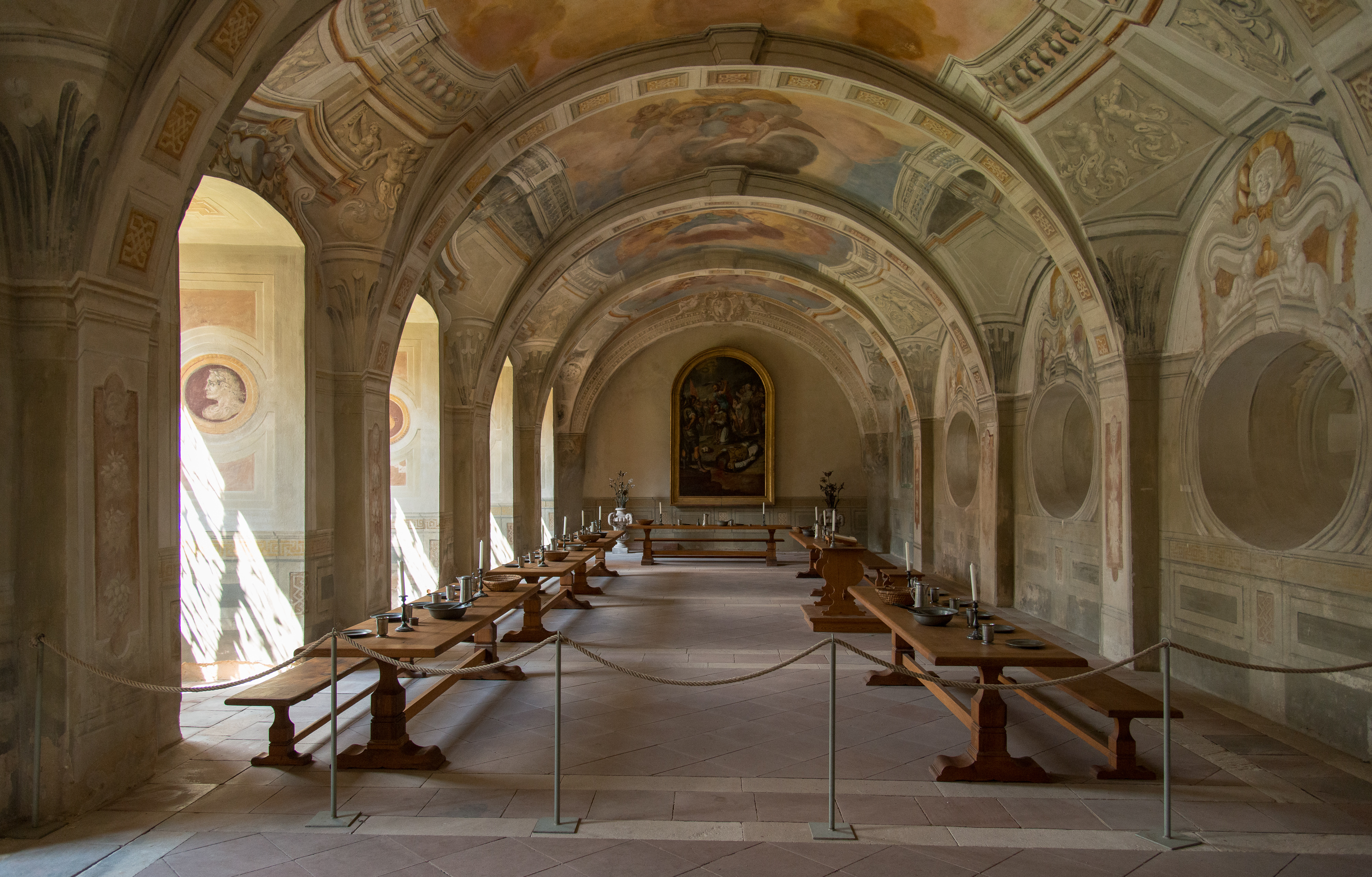
Le réfectoire d'été

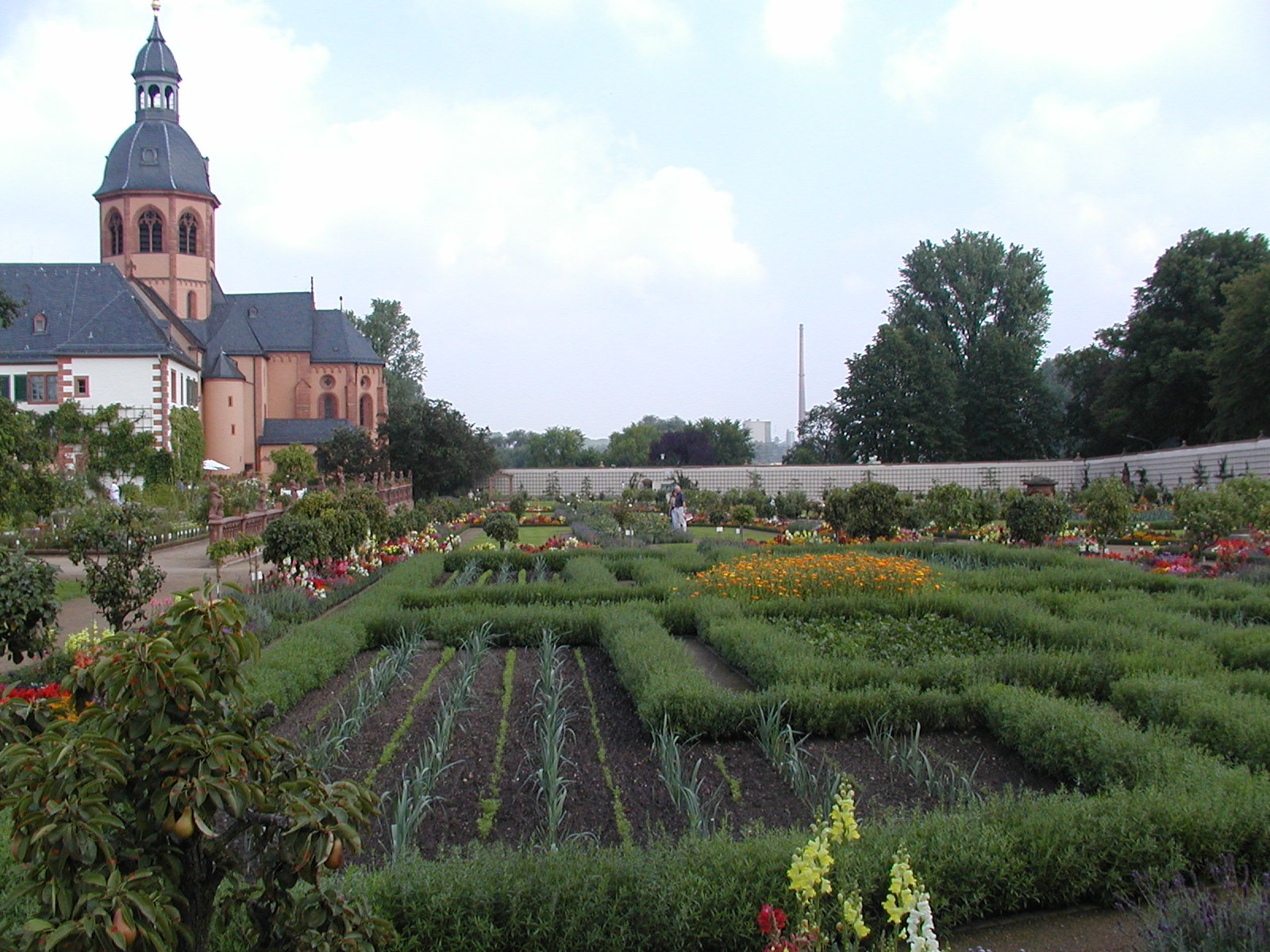
Les jardins de l'abbaye

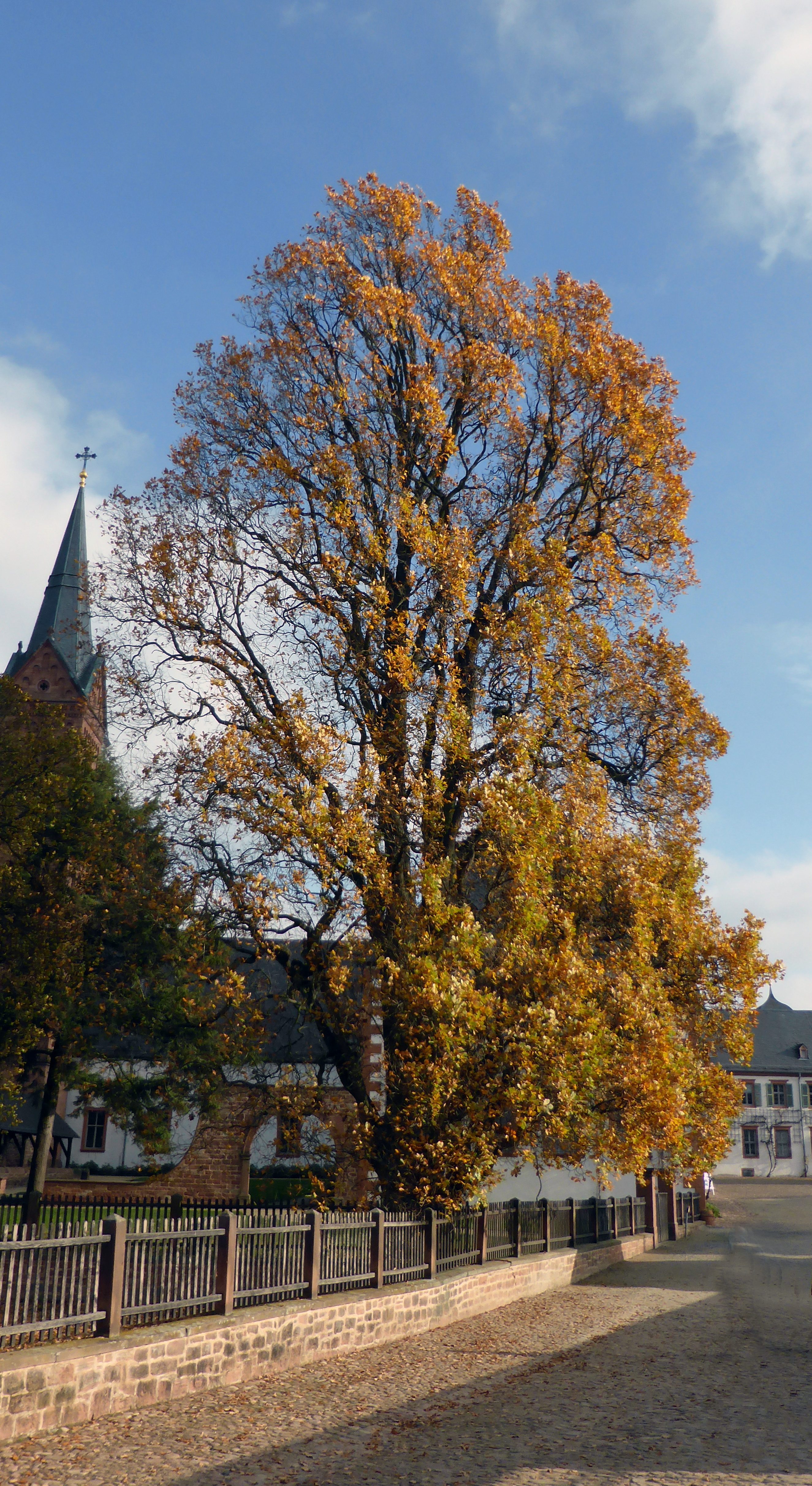
Un chêne multi-centenaire (Naturdenkmal 438068) dans les jardins,

La ville de Seligenstadt vante l’abbaye bénédictine sécularisée en 1803 comme l'une des « abbayes les mieux conservées de Hesse. » Il n'en demeure pas moins que le complexe carolingien d'origine est aujourd'hui mâtiné d'éléments de l'époque baroque, et qu'il est imprégné des travaux de restauration et de reconstruction de la fin du XXe siècle et du début du XXIe siècle.
On accède à ce complexe par une grande porte de style baroque, côté ouest. Depuis la cour du monastère, au centre de laquelle se trouve le Jardin aux Anges (Engelsgärtchen, 1995) autour d'une statue rococo de la Sainte Vierge, des anges et des saints, on voit un corps de logis de style baroque, aménagé aux XVIIe et XVIIIe siècles par l'abbé François II, et développé par ses successeurs, qui abrite les ateliers.
L'aile parallèle à la nef sud de la basilique comporte
- les appartements de l'abbé et ses murs décorés de fresques baroques, les chambres d'hôtes, les cuisines,
- le réfectoire d'été de style roman (avec une grande voûte en berceau), et ses fresques baroques,
- les jardins de la Prélature avec leurs pressoirs et tonneaux de vin, ainsi que le transept avec sa fontaine en grès rose.

Le coin droit de ce bâtiment se prolonge vers le sud par une deuxième aile, qui abritait naguère la clôture religieuse avec son dortoir, sa salle capitulaire, le réfectoire d'hiver, le dispensaire et la chapelle ; c'est aussi là que se trouve la cave à vin, restaurée, et qui est désormais louée pour les réunions et les cérémonies. Les autres pièces ont été aménagées en écomusée (Landschaftsmuseum Seligenstadt). Il y a enfin un café avec ornementation baroque.
On a reconstruit en 2002 dans la moitié sud de ce corps de logis la pharmacie de l'abbaye, aménagée en 1720 par l'abbé Pierre IV.
Au Moyen Âge, l'activité économique de l'abbaye se concentrait au sud du domaine. Les touristes peuvent visiter les ateliers de cuir (peau de mouton et veau), les moulins à farine (restaurés en 1573 et 1993), la boulangerie et son four en pierre avec une démonstration par semaine, le lavoir et le colombier (1992) ; mais les hangars agricoles sont désormais occupés par la bibliothèque municipale.
Les jardins du monastère s'étendent sur 30 000 m2 dans la moitié est du domaine : on n'y cultivait à l'origine que des fruits, du chou et des légumes, puis vers la fin du XVIIe siècle les abbés décidèrent, pour des raisons de prestige, de diversifier les cultures. Cela explique que les jardins actuels se mêlent de cultures plutôt attendues d'un parc baroque : vergers, le jardin médicinal (1999), ruche (1993). Le centre du jardin est orné d'un parterre de fleurs et d'une fontaine (vers 1720) ; les fleurs tropicales et les citronniers, qu'on abrite l'hiver dans les serres de l'Orangerie (datant de 1685), donnent à ces jardins un aspect presque méditerranéen. Depuis les jardins, on a une excellente vue sur la face orientale de la basilique, la tour-lanterne et le chœur.
Les vignobles de l'abbaye se trouvent sur le coteau sud de la crête de Hahnenkamm à Alzenau-Hörstein. Les vins labellisés Hörsteiner Abtsberg, formés des cépages de Riesling, Silvaner, Müller-Thurgau et Kerner, sont conditionnés dans des flasques, et rappellent la tradition ; l'exploitant actuel est le vignoble Staatlicher Hofkeller Würzburg.

## Aspect extérieur

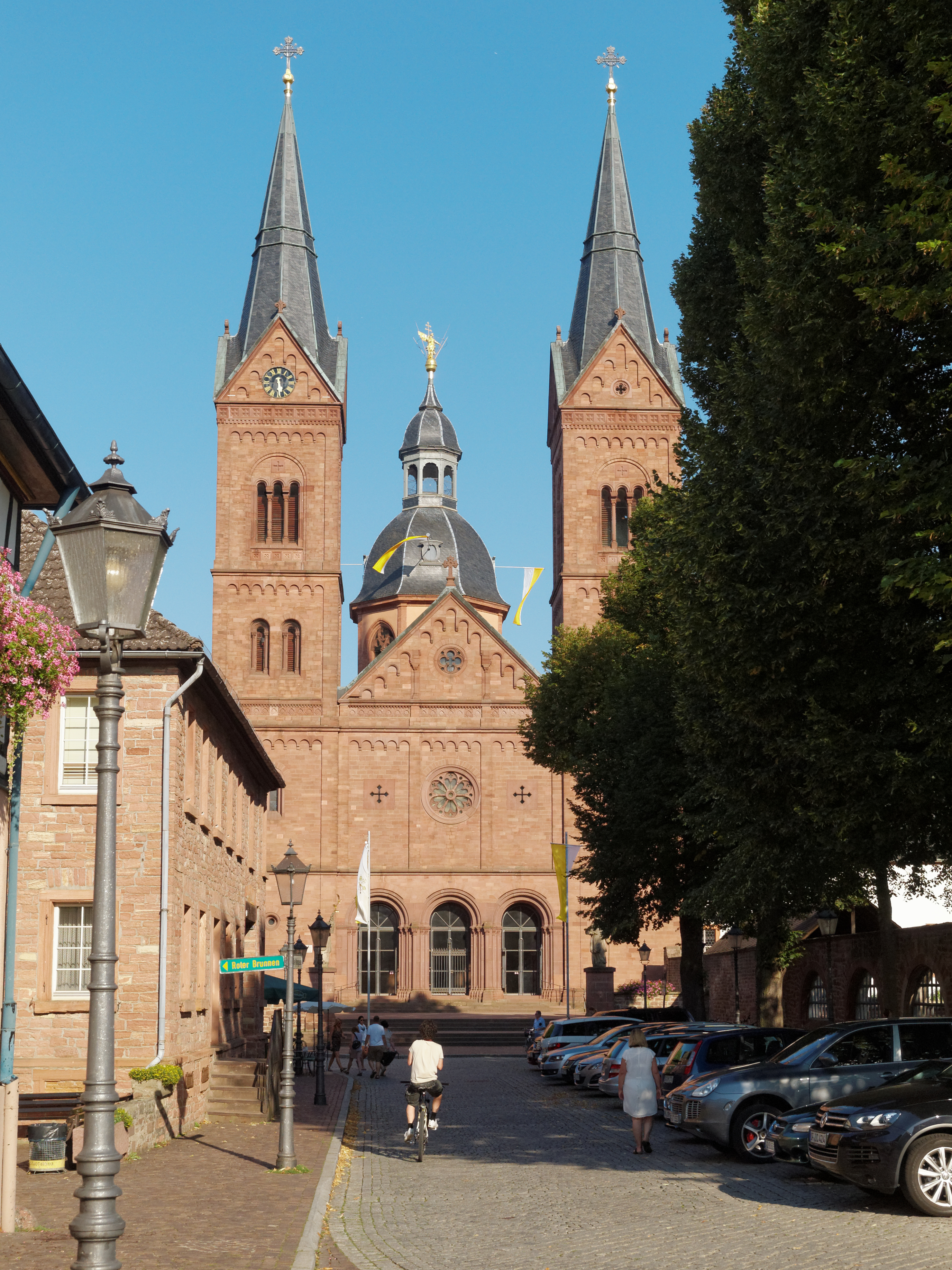
La façade néo-romane à l'ouest.

L'histoire millénaire de la basilique explique son aspect hétéroclite ; l'ensemble possède toutefois une harmonie propre, où les éléments romans dominent.
Cette basilique à triple nef possède aujourd'hui un plan en croix (c'était un plan en T à l'époque carolingienne).
L'entrée a été ouverte dans une aile de grès rouge, reconstruite au XIXe siècle dans un style néoroman avec trois portes en plein cintre, un vestibule et deux tours carrées. On y accède par un escalier, flanqué de statues baroques des protecteurs Marcellin et Pierre. Au rez-de-chaussée, la façade est ajourée de baies simples, d'une rosace, de lésènes et d'une bande lombarde, qui rythment le pignon ; au premier étage du clocher des baies à arcs jumelés ; au second étage des baies à trois arcs surmontées d'un bandeau simple.
Dans la nef, qui comporte neuf travées, aussi bien que dans le transept (à trois croisées d'ogives), l'appareil carolingien du IXe siècle a été conservé. Les cloisons des collatéraux ont été rénovées au XIXe siècle. Un appartement (sacristie) à deux croisées d'ogives, au nord de la croisée du transept remonte au XIe siècle.
La tour-lanterne octogonale, avec ses baies massives et ses hautes voûtes, achevée au XIIIe siècle, appartient au gothique primitif. Le bulbe et la lanterne sont des ajouts du baroque ; et la statue en bronze de l'archange Gabriel, qui forme le couronnement, date de 1743.
Le chœur à croisée rayonnante rapporté au XIIIe siècle, à l'est de la croisée du transept, qui s'est substitué à l'abside carolingienne, marque la transition entre style roman et style gothique. Il est encadré des fûts de deux piliers restés inachevés. La pièce au nord de ces fûts servait autrefois de sacristie (dite Ancienne sacristie, réparée en 1993). À l'extérieur, l'ornementation romane domine (baies en plein cintre, rosaces, frise lombarde). L’Adam et Ève de Stephan Balkenhol (1996), qui se dresse devant une arcade aveugle, marque un fort contraste stylistique avec ce qui précède.
L'ancienne chapelle de l'abbé, qui sert à présent de sacristie (Nouvelle sacristie) au sud du chœur, est un édifice baroque.
Dans la partie sud de la basilique, les corps de logis du monastère touchent l'abbatiale bénédictine surélevée, qui était entourée d'un mur qui allait jusqu'aux berges du Main ; cette muraille, percée de trois grandes portes, aboutit au transept nord, ce qui fait qu'il est impossible de faire le tour de la basilique, et qu'on ne peut apercevoir ni la croisée ni le chœur depuis l'ouest.

## Ordonnance intérieure

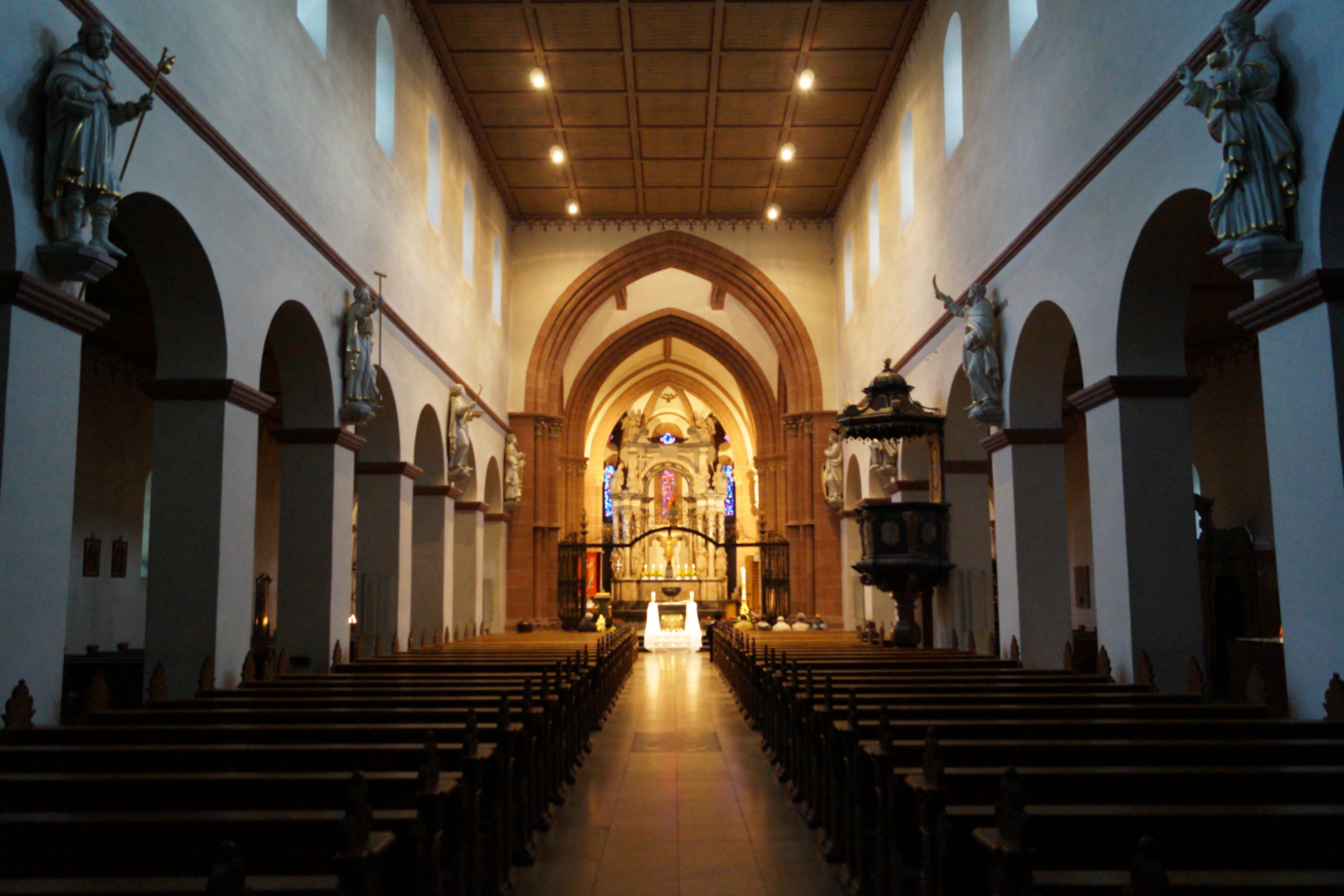
Enfilade de la nef.

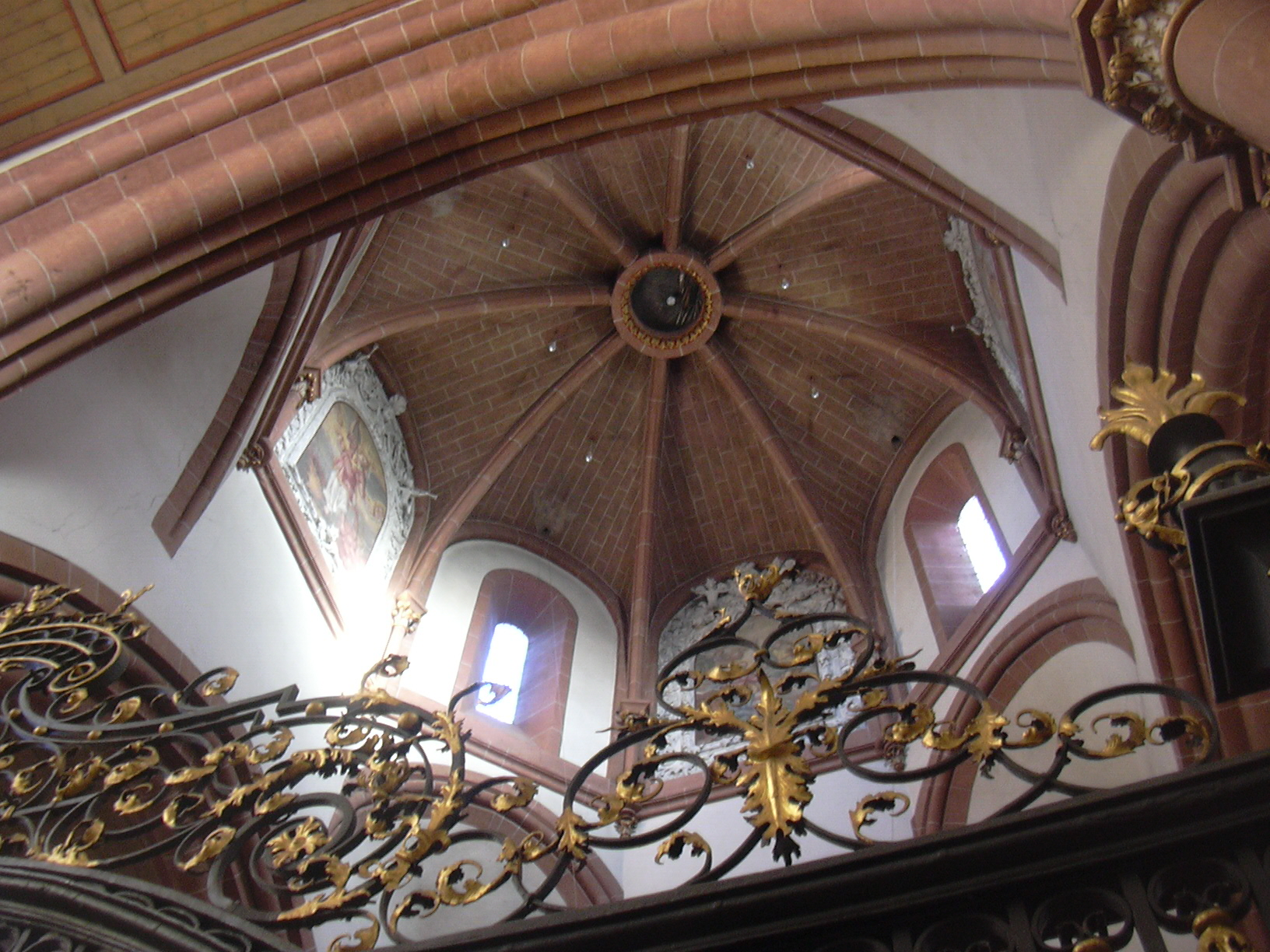
La voûte de la croisée du transept.

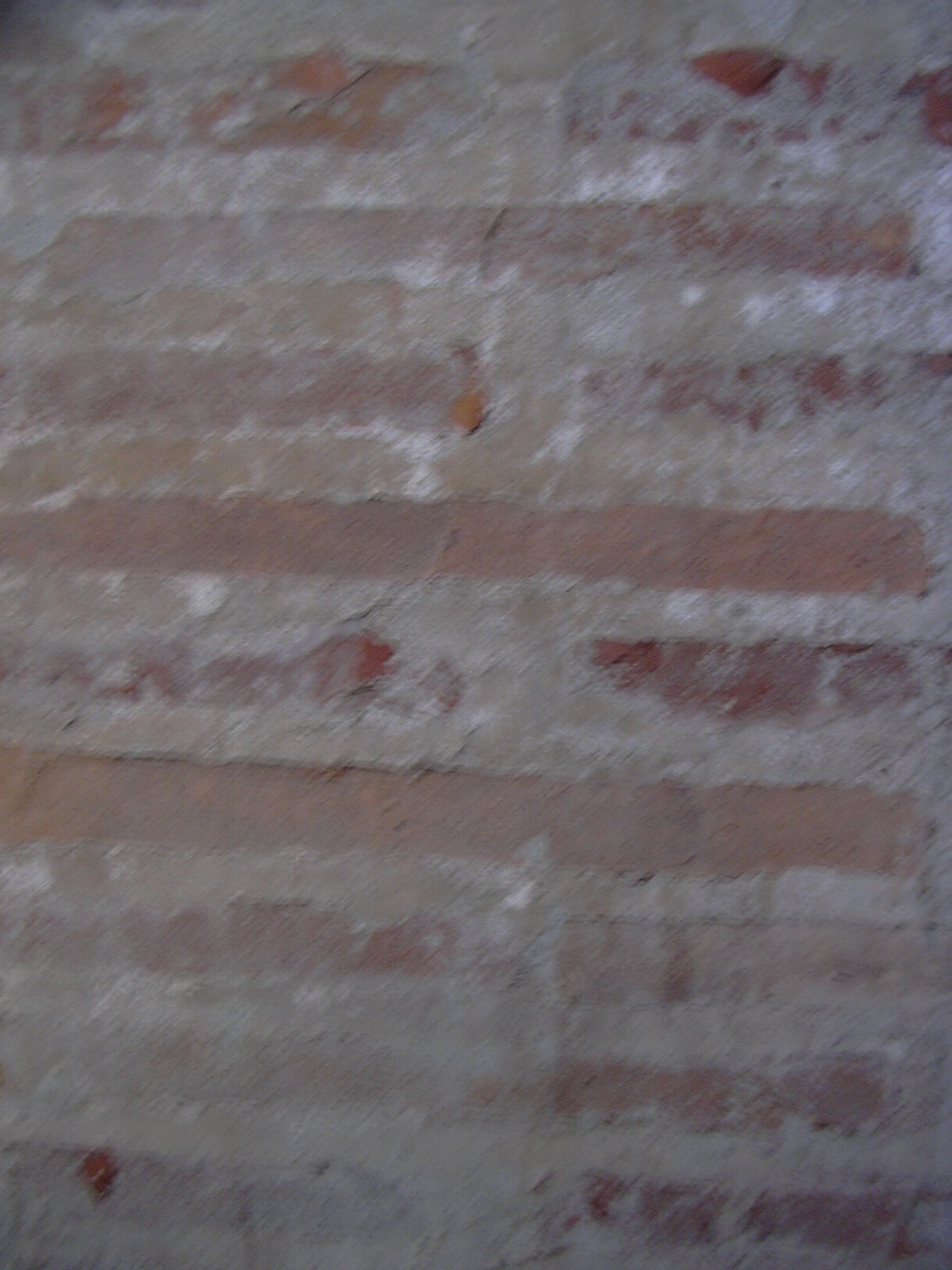
Appareil carolingien.

Le crépi blanc moderne distingue l'architecture intérieure romane bipartite de la nef (arcades en plein cintre et forts piliers de section carrée d'une parte, arcs-boutants arrondis), des cloisons couvertes d'un simple carrelage. Mais par endroits, intentionnellement non recouvert de crépi, on distingue l'appareil carolingien sous-jacent. Une inscription latine signée de la cohors I civium Romanorum equitata, sur le parement sud de la nef (derrière la statue de l'apôtre Barthélémy) témoigne que des briques du camp romain de Seligenstadt ont été réemployées pour la construction de l'édifice primitif.
Une voûte à arc brisé du gothique primitif mène à la croisée du transept et une autre voûte s'ouvre vers le chœur. Au contraire, les passages latéraux vers les transepts sont des arcs en plein-cintre. La croisée d'ogive octogonale couronnant la croisée du transept est décorée de fresques d'anges.
Les croisées d'ogives du chœur sont du plus pur style gothique.

## Le mobilier
Au milieu de la partie la plus ancienne du chœur se trouve un crucifix roman de provenance inconnue, qui a cependant subi d'importantes altérations lors des tentatives de réparation du curé en 1907. Les bras et les pieds du Christ, la couronne et les coloris sont des extrapolations du début du XXe siècle.
Le reste du mobilier est entièrement baroque. Dans la nef, cela vaut aussi bien pour le chancel que pour les statues des 12 apôtres au-dessus des arcs-boutants des piliers.
Le chœur est séparé en deux parties à hauteur de l'ancien jubé par une grille en fer doré, que l'abbé Pierre IV avait fait poser à l'occasion des 900 ans de l'église. Elle n'est ouverte qu'à l'occasion des messes.

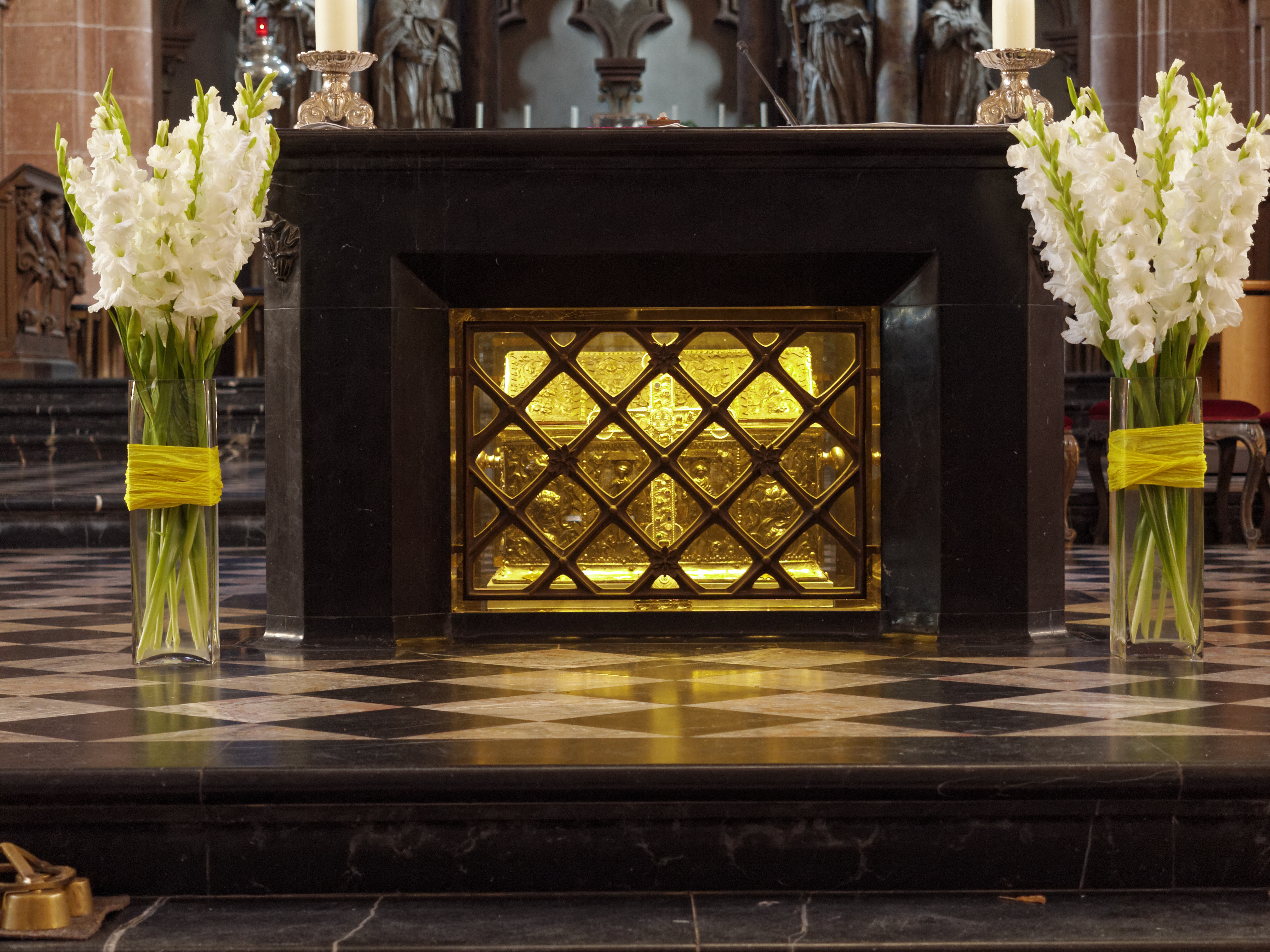
La châsse sous l'autel.

Sous l'autel, une châsse d'argent ouvragé est exposée : elle contient les reliques des saints Marcellin et Pierre. La châsse (1680), donation de l'abbé François Ier, est ornée de feuilles d'acanthe et de bas-reliefs représentant les martyrs.
Il y a dans le chœur trois autels baroques (XVIIIe siècle), qui proviennent de la chartreuse Saint-Michel de Mayence : lorsque ce monastère fut abandonné en 1781, on ramena les autels à Seligenstadt.
- Le maître-autel, dessiné en 1715 par l'ingénieur-architecte Maximilian von Welsch, est un baldaquin à colonnes, avec pour cariatides quatre pères de l’Église : Jérôme, Ambroise de Milan, Augustin d'Hippone et le pape Grégoire le Grand. Sur les impostes, en position assise, on reconnaît Jean le Baptiste, Joseph de Nazareth avec l'Enfant Jésus, Raban Maur et l'apôtre de Germanie, Boniface de Mayence. L’autel devait être coiffé à l'origine d'un trône de gloire mais il ne reste qu'une colombe, symbole du Saint Esprit. Ce chef-d’œuvre, réalisé par l'atelier de Burkard Zamels à Mayence, a marqué un tournant du baroque rhénan.
- Dans une niche au centre de l'autel du transept sud, il y a une statue représentant Joseph de Nazareth avec l'Enfant Jésus, œuvre d’Ernst Hofmann d’Aschaffenburg (1780), qui provient de l'église de Seligenstadt, qui a été démolie. Les autres sculptures in du soubassement et du pignon détruit représentent des personnages de l'Ancien Testament : Moïse, Aaron, Samuel et Melchisédech. L'autel est couronné d'une effigie de Dieu en gloire.
- Le pendant architectonique de cet autel, celui du transept nord, comporte dans une niche une vierge à l'enfant en grès du gothique primitif (abondamment restaurée), entourée des quatre Évangélistes et de leurs attributs. Le couronnement est une statue de Christ en croix.

Les deux autres autels en marbre représentent l'un, le Christ en croix et l'autre, saint Sébastien. Le nécrologe est un parchemin qui rappelle la liste de tous les abbés de Seligenstadt depuis Eginhard.
Les autres salles ne sont accessibles qu'aux groupes de visiteurs. On peut y voir :
- Le sarcophage en marbre du XVIIIe siècle d'Eginhard et de sa femme Emma, orné de flambeaux et d'armoiries (1722);
- Un crucifix du gothique flamboyant (vers 1500), attribué à l'atelier de Tilman Riemenschneider (nouvelle sacristie);
- Dans l'ancienne sacristie un bahut en chêne massif (Francfort, début du XVIIIe siècle) contenant un calice, une armoire du gothique flamboyant avec un ostensoir, un calvaire et deux sculptures (représentant saint Wendelin et Léonard de Noblat) signées d'un certain Maître Mathis, qui sans doute n'est autre que Mathis Gothart-Nithart.

## Les grandes orgues

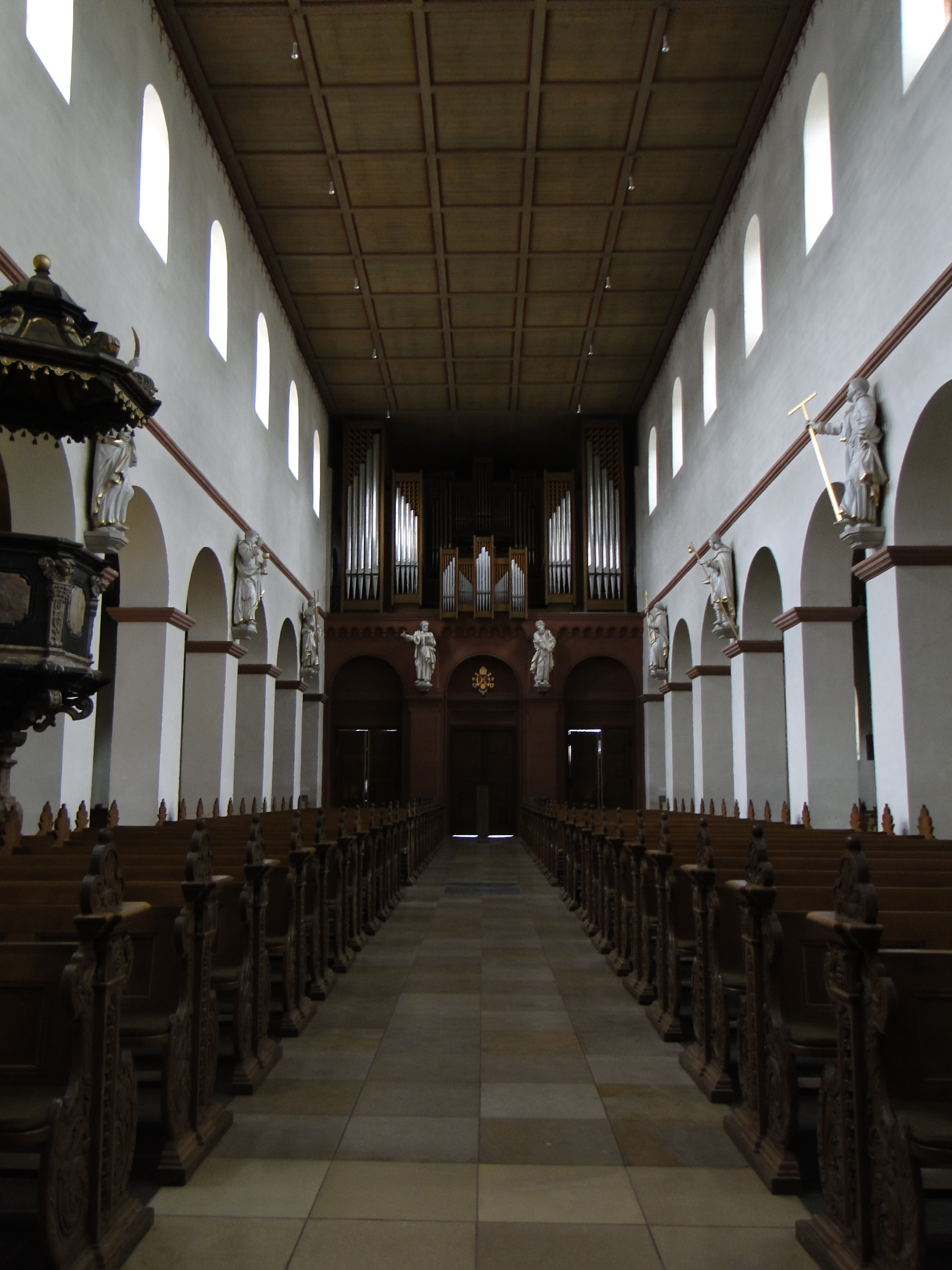
Nef de la basilique d’Eginhard à Seligenstadt : l’orgue Wilbrand.

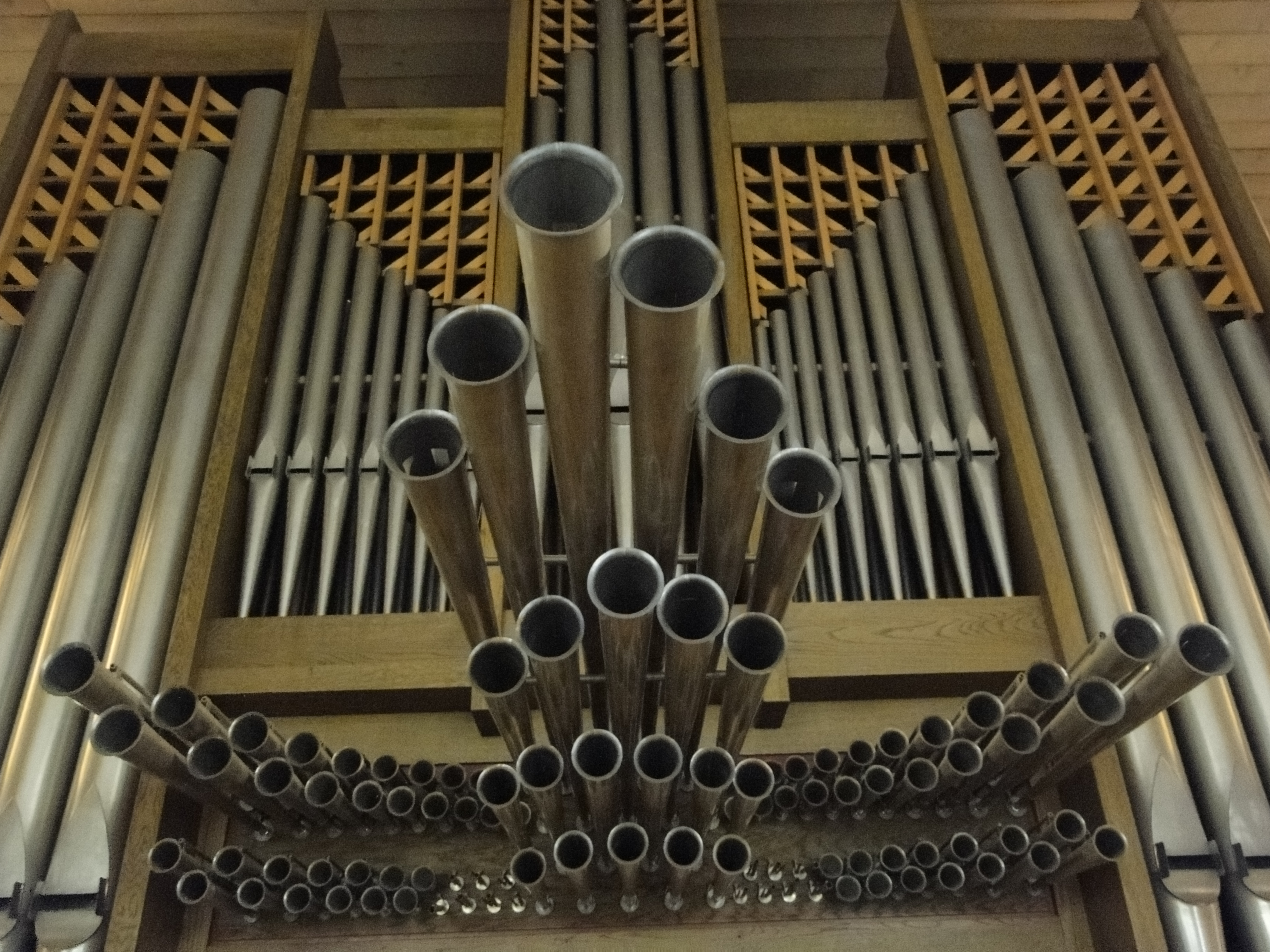
La chamade de l'orgue Wilbrand de la basilique de Seligenstadt.

L’orgue de la basilique a été construit entre 1978 et 1981 par le facteur Wilbrand (Übach-Palenberg), puis réaccordé et réhabilité en 1999 par le facteur d'orgue Hugo Mayer (Heusweiler). Cet instrument possède 50 registres répartis en trois claviers et un pédalier (sommier à registres). La transmission des touches aux soufflets est mécanique, mais celle des registres est électrique.
| Positif I C–g3 |                      |      |
| 1.             | bourdon              | 8′   |
| 2.             | Quintaton            | 8′   |
| 3.             | Principal            | 4′   |
| 4.             | flûte à bec          | 4′   |
| 5.             | Principal            | 2′   |
| 6.             | Flûte douce          | 2′   |
| 7.             | Quinte               | 1/3′ |
| 8.             | Sesquialtère II      | 2/3′ |
| 9.             | Scharffmixtur III-IV | 1′   |
| 10.            | Régale               | 16′  |
| 11.            | Chalémie             | 8′   |

| Jeu principal II C–g3 |                 |      |
| 12.                   | Basson          | 16′  |
| 13.                   | Principal       | 8′   |
| 14.                   | Metallgedackt   | 8′   |
| 15.                   | Gemshorn        | 8′   |
| 16.                   | Octave          | 4′   |
| 17.                   | Flûte de Pan    | 4′   |
| 18.                   | Corne de quinte | 2/3′ |
| 19.                   | Superoctave     | 2′   |
| 20.                   | Mixtur IV-V     | 1/3′ |
| 21.                   | Cornet IV       | 4′   |
| 22.                   | Trompette       | 8′   |
| 23.                   | Clairon         | 8′   |
| 24.                   | Clairon         | 4′   |

| Expressif III C–g3 |                 |       |
| 25.                | Principal doux  | 8′    |
| 26.                | Viole de Gambe  | 8′    |
| 27.                | Voix céleste    | 8′    |
| 28.                | Flûte douce     | 8′    |
| 29.                | Principal       | 4′    |
| 30.                | Flûte double    | 4′    |
| 31.                | Nazard          | 2/3′  |
| 32.                | Schwiegel       | 2′    |
| 33.                | Tierce          | 13/5′ |
| 34.                | Octave          | 1′    |
| 35.                | Fourniture IV-V | 2′    |
| 36.                | Cymbale II      | 1/2′  |
| 37.                | Dulcian         | 16′   |
| 38.                | Trompette harm. | 8′    |
| 39.                | Hautbois        | 8′    |

| Pédalier C–f1 |                 |        |
| 40.           | Principal-basse | 16′    |
| 41.           | Contrebasse     | 16′    |
| 42.           | Quinte          | 102/3′ |
| 43.           | Octave          | 8′     |
| 44.           | Basson          | 8′     |
| 45.           | Chœur           | 4′     |
| 46.           | Nachthorn       | 2′     |
| 47.           | Mixtur V        | 2/3′   |
| 48.           | Trombone        | 16′    |
| 49.           | Trompette       | 8′     |
| 50.           | Trompette       | 4′     |

- accouplements : I/II, III/I, III/II, I/P, II/P, III/P
- Combinaisons :64 combinaisons à séquenceur

## Les cloches
Les six cloches sont suspendues dans trois tours différentes : la grande cloche à un joug en bois de la tour sud, les cloches 5 à 2 de la tour nord sur une chaise en acier de Hamm (Frankenthal) 1909. La petite cloche est suspendue à un joug en bois d'ornementation baroque dans la tour lanterne.
| N° | Nom                  | Nominal (16tel) | Masse (kg) | Diamètre (mm) | Année de fonte | Fonderie                         | Clocher       |
| 1  | Marzellinus & Petrus | h0 –7           | 3300       | 1740          | 1925           | Ferdinand Otto, Brême-Hemelingen | Clocher sud   |
| 2  | Maria                | d1 –6           | 2100       | 1440          | 1925           | Ferdinand Otto, Brême-Hemelingen | Clocher nord  |
| 3  | Johannes             | e1 –7           | 1600       | 1270          | 1925           | Ferdinand Otto, Brême-Hemelingen | Clocher nord  |
| 4  | Bartholomäus         | fis1 –7         | 1300       | 1100          | 1925           | Ferdinand Otto, Brême-Hemelingen | Clocher nord  |
| 5  | Laurentius           | a1 –8           | 650        | 980           | 1950           | Ferdinand Otto, Brême-Hemelingen | Clocher nord  |
| 6  | Benedikt             | h1 –7           | 410        | 860           | 1999           | Rincker, Sinn                    | tour lanterne |

## Voir également
- (de) Cet article est partiellement ou en totalité issu de l’article de Wikipédia en allemand intitulé « St._Marcellinus_und_Petrus_(Seligenstadt) » (voir la liste des auteurs).
- La basilique
- L'abbaye bénédictine de Seligenstadt
- La route d'Eginhard, de Michelstadt à Seligenstadt
- Page d'accueil de l'Association Eginhard de Seligenstadt
- Notices d'autorité :   - GND